# Åsaka-Björke församling
Åsaka-Björke församling är en församling i Väne kontrakt i Skara stift. Församlingen ligger i Trollhättans kommun i Västra Götalands län och ingår i Västra Tunhems pastorat.

## Administrativ historik
Församlingen bildades 2002 genom sammanslagning av Norra Björke församling och Väne-Åsaka församling och ingår sedan dess i pastoratet Västra Tunhem, Gärdhem, Åsaka-Björke och Vänersnäs.

## Kyrkobyggnader
- Norra Björke kyrka
- Väne-Åsaka kyrka

### Fotnoter
1. ↑  Stift, kontrakt och pastorat i nummerordning med ingående församlingar 2020-01-01, SCB, läs online.[källa från Wikidata]
2. 1 2  Medlemmar i Svenska kyrkan i förhållande till folkmängd den 31.12.2019 per församling, kommun och län samt riket, Svenska kyrkan, läs online.[källa från Wikidata]
3. ↑  ”Församlingar”. Statistiska centralbyrån. https://www.scb.se/hitta-statistik/regional-statistik-och-kartor/regionala-indelningar/forsamlingar/. Läst 30 december 2022.